# Demange-Baudignécourt
Demange-Baudignécourt est une commune française située dans le département de la Meuse, en région Grand Est.
La commune nouvelle est né le 1er janvier 2019 de la fusion des communes de Baudignécourt et de Demange-aux-Eaux. Son chef-lieu de communes est fixé à Demange-aux-Eaux.

## Géographie

### Hydrographie
La commune est dans la région hydrographique « la Seine de sa source au confluent de l'Oise (exclu) » au sein du bassin Seine-Normandie. Elle est drainée par le canal de la Marne au Rhin, l'Ornain, le ruisseau de Val de Scru, le cours d'eau 01 de la commune de Demange-aux-Eaux, l'embranchement d'Houdelaincourt, le cours d'eau 01 de la Potence, le Fossé 01 de la Côte Ployée, l'Ornain, le canal 02 de la Noue et,.
Le canal de la Marne au Rhin, long de 293 km et 178 écluses à l'origine, relie la Marne (à Vitry-le-François) au Rhin (à Strasbourg). Par le canal latéral de la Marne, il est connecté au réseau navigable de la Seine vers l'Île-de-France et la Normandie.
L'Ornain, d'une longueur de 116 km, prend sa source dans la commune de Grand et se jette  dans la Saulx à Étrepy, après avoir traversé 36 communes. Les caractéristiques hydrologiques de l'Ornain sont données par la station hydrologique située sur la commune de Saint-Joire. Le débit moyen mensuel est de 4,42 m3/s. Le débit moyen journalier maximum est de 45,4 m3/s, atteint lors de la crue du 2 février 2013. Le débit instantané maximal est quant à lui de 48,1 m3/s, atteint le même jour.

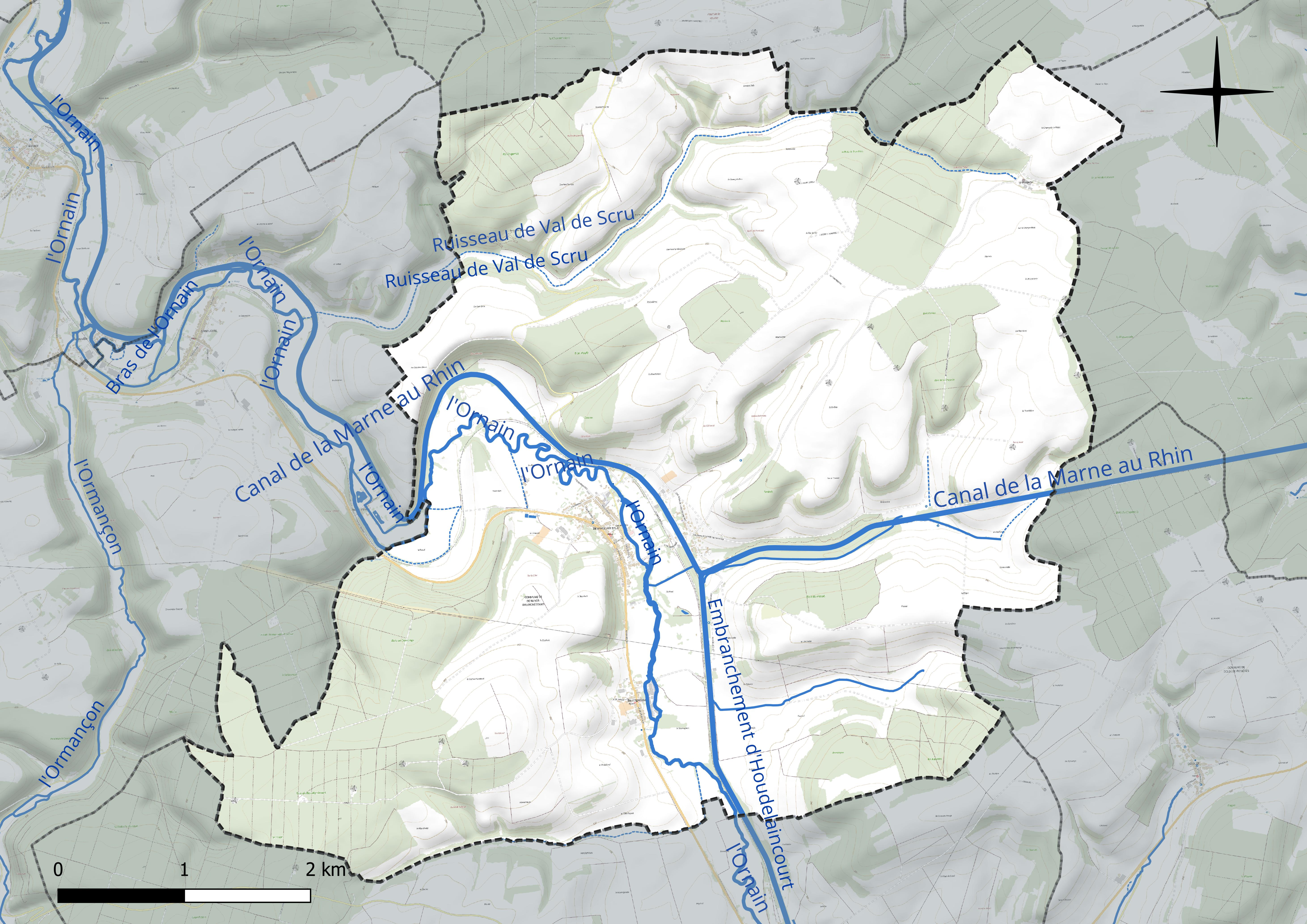
Réseau hydrographique de Demange-Baudignécourt.

### Climat
Pour des articles plus généraux, voir Climat du Grand Est et Climat de la Meuse.
En 2010, le climat de la commune est de type climat de montagne, selon une étude du Centre national de la recherche scientifique s'appuyant sur une série de données couvrant la période 1971-2000. En 2020, Météo-France publie une typologie des climats de la France métropolitaine dans laquelle la commune est exposée à un climat océanique altéré et est dans la région climatique Lorraine, plateau de Langres, Morvan, caractérisée par un hiver rude (1,5 °C), des vents modérés et des brouillards fréquents en automne et hiver.
Pour la période 1971-2000, la température annuelle moyenne est de 9,8 °C, avec une amplitude thermique annuelle de 16,4 °C. Le cumul annuel moyen de précipitations est de 990 mm, avec 14 jours de précipitations en janvier et 9,7 jours en juillet. Pour la période 1991-2020, la température moyenne annuelle observée sur la station météorologique de Météo-France la plus proche, « Cirfontaines_sapc », sur la commune de Cirfontaines-en-Ornois à 15 km à vol d'oiseau, est de 10,4 °C et le cumul annuel moyen de précipitations est de 904,1 mm. 
La température maximale relevée sur cette station est de 40 °C, atteinte le 12 août 2003 ; la température minimale est de −19,6 °C, atteinte le 6 février 1963,,.
Les paramètres climatiques de la commune ont été estimés pour le milieu du siècle (2041-2070) selon différents scénarios d'émission de gaz à effet de serre à partir des nouvelles projections climatiques de référence DRIAS-2020. Ils sont consultables sur un site dédié publié par Météo-France en novembre 2022.

## Urbanisme

### Typologie
Au 1er janvier 2024, Demange-Baudignécourt est catégorisée commune rurale à habitat dispersé, selon la nouvelle grille communale de densité à sept niveaux définie par l'Insee en 2022.
Elle est située hors unité urbaine et hors attraction des villes,.

## Toponymie
Demange est attesté sous les formes Demenges (1327) ; De Dominicis (1402) ; Demenge-aux-Eaues (1580) ; Demange-aux-Vaux (1700) ; Dominica-ad-Valles (1707) ; Dominica-ad-Aquas (1711).

Du bas latin adjectif dominica ( villa ) : « ( ferme ) du seigneur ».
Baudignécourt est attesté sous les formes Baudignecourt (1337) ; Baudignecuria (1402) ; Vandignécour (1700) ; Vaudignecourt, Baldinei-curtis (1707) ; Baldineicurtis (1711).

## Histoire
La commune est créée au 1er janvier 2019 par un arrêté préfectoral du 19 décembre 2018.

## Politique et administration

### Liste des maires
| Période  | Période  | Identité          | Étiquette | Qualité        |
| -------- | -------- | ----------------- | --------- | -------------- |
| mai 2020 | En cours | Jean-Claude André |           | Ancien employé |

## Démographie
| Nom                      | Code Insee | Intercommunalité                        | Superficie (km2) | Population (dernière pop. légale) | Densité (hab./km2) |
| ------------------------ | ---------- | --------------------------------------- | ---------------- | --------------------------------- | ------------------ |
| Demange-aux-Eaux (siège) | 55150      | CC des Portes de Meuse                  | 24,86            | 505 (2016)                        | 20                 |
| Baudignécourt            | 55030      | CC Haute Saulx et Perthois-Val d'Ornois | 6,28             | 65 (2016)                         | 10                 |